# Calycophyllum
Calycophyllum es un género con once especies de plantas  perteneciente a la familia Rubiaceae. Es originario de México y América tropical.

## Especies
- Calycophyllum candidissimum (Vahl) DC., madroño, es el árbol Nacional de Nicaragua.
- Calycophyllum intonsum Steyerm.
- Calycophyllum megistocaulum (K.Krause) C.M.Taylor
- Calycophyllum merumense Steyerm.
- Calycophyllum multiflorum Griseb.
- Calycophyllum obovatum (Ducke) Ducke
- Calycophyllum papillosum J.H.Kirkbr.
- Calycophyllum spectabile Steyerm.
- Calycophyllum tefense J.H.Kirkbr.
- Calycophyllum venezuelense Steyerm.